# 富山県の廃止市町村一覧
富山県の廃止市町村一覧（とやまけんのはいししちょうそんいちらん）は、富山県における市制と町村制の施行（1889年4月1日）の後に、市町村合併や他の自治体に統合されることなどにより廃止した市町村の一覧である。単なる名称の変更は対象としない。
- 町村が町制や市制を施行し町や市となるケース
  - 「市」や「町」や「村」以外の表記名を変更しなかった自治体は一覧に含まれない（例：滑川町 → 滑川市）
  - 町制や市制を施行した際に名称を変更した場合も一覧に含まれない
- 市町村が名称変更した場合は一覧に含まれない
- 所属郡が変更になった場合は一覧に含まれない
- 市町村合併で廃止した市町村のケース
  - 編入合併した場合の存続市町村は廃止に当たらないので一覧に含まれない
  - 編入合併した場合の廃止した市町村は一覧に含まれる
  - 新設合併した場合の廃止した市町村は一覧に含まれる
  - 新設合併した場合の名称が残った市町村も一覧に含まれる（例：旧・富山市 → 新・富山市）
- 分割や分立をしたケース
  - 分割で廃止した市町村は一覧に含まれる（例：能美村が北野村と蓑谷村に分割；能美村は廃止）
  - 分立で存続した市町村は一覧に含まれない（例：新湊町と牧野村が高岡市より分立；高岡市は存続）

## ～1899年
- 東礪波郡能美村（1898年8月26日）東礪波郡北野村と東礪波郡蓑谷村に分割のため

## 1900年～1909年
- 1900年～1909年に富山県で廃止市町村はなし

## 1910年～1919年
- 射水郡掛開発村（1917年5月15日）高岡市と射水郡能町村と射水郡二上村に分割編入のため

## 1920年～1929年
- 婦負郡桜谷村（1920年4月1日）富山市に編入のため
- 射水郡下関村（1925年8月1日）高岡市に編入のため
- 婦負郡東呉羽村（1926年7月1日）富山市に編入のため
- 中新川郡東三郷村（1926年12月10日）中新川郡三郷村新設のため
- 中新川郡西三郷村（1926年12月10日）中新川郡三郷村新設のため
- 射水郡横田村（1928年6月1日）高岡市に編入のため
- 射水郡西条村（1928年6月1日）高岡市に編入のため

## 1930年～1939年
- 射水郡二上村（1933年8月1日）高岡市に編入のため
- 上新川郡奥田村（1935年4月1日）富山市に編入のため

## 1940年～1949年
- 西礪波郡旧・福岡町（1940年2月11日）西礪波郡福岡町新設のため
- 西礪波郡山王村（1940年2月11日）西礪波郡福岡町新設のため
- 西礪波郡大滝村（1940年2月11日）西礪波郡福岡町新設のため
- 下新川郡三日市町（1940年2月11日）下新川郡桜井町新設のため
- 下新川郡石田村（1940年2月11日）下新川郡桜井町新設のため
- 下新川郡田家村（1940年2月11日）下新川郡桜井町新設のため
- 下新川郡村椿村（1940年2月11日）下新川郡桜井町新設のため
- 下新川郡大布施村（1940年2月11日）下新川郡桜井町新設のため
- 下新川郡前沢村（1940年2月11日）下新川郡桜井町新設のため
- 下新川郡荻生村（1940年2月11日）下新川郡桜井町新設のため
- 下新川郡若栗村（1940年2月11日）下新川郡桜井町新設のため
- 下新川郡浦山村（1940年4月1日）下新川郡東山村新設のため
- 下新川郡下立村（1940年4月1日）下新川郡東山村新設のため
- 氷見郡加納村（1940年4月1日）氷見郡氷見町に編入のため
- 婦負郡西呉羽村（1940年5月1日）婦負郡呉羽村新設のため
- 婦負郡古沢村（1940年5月1日）婦負郡呉羽村新設のため
- 婦負郡神明村（1940年9月1日）富山市に編入のため
- 上新川郡新庄町（1940年9月1日）富山市に編入のため
- 上新川郡東岩瀬町（1940年9月1日）富山市に編入のため
- 上新川郡島村（1940年9月1日）富山市に編入のため
- 上新川郡針原村（1940年9月1日）富山市に編入のため
- 上新川郡浜黒崎村（1940年9月1日）富山市に編入のため
- 上新川郡大広田村（1940年9月1日）富山市に編入のため
- 上新川郡豊田村（1940年9月1日）富山市に編入のため
- 上新川郡広田村（1940年9月1日）富山市に編入のため
- 氷見郡稲積村（1940年10月1日）氷見郡氷見町に編入のため
- 中新川郡東水橋町（1940年11月15日）中新川郡水橋町新設のため
- 中新川郡西水橋町（1940年11月15日）中新川郡水橋町新設のため
- 中新川郡下条村（1940年11月15日）中新川郡水橋町新設のため
- 射水郡牧野村（1940年12月1日）射水郡新湊町に編入のため
- 婦負郡旧・八幡村（1941年2月11日）婦負郡八幡村新設のため
- 婦負郡百塚村（1941年2月11日）婦負郡八幡村新設のため
- 婦負郡草島村（1941年2月11日）婦負郡八幡村新設のため
- 東礪波郡南野尻村（1941年4月1日）東礪波郡福野町に編入のため
- 東礪波郡広塚村（1941年4月1日）東礪波郡福野町に編入のため
- 東礪波郡野尻村（1941年4月1日）東礪波郡福野町に編入のため
- 中新川郡音杉村（1941年4月1日）中新川郡上市町に編入のため
- 中新川郡寺田村（1941年6月1日）中新川郡新川村新設のため
- 中新川郡弓庄村（1941年6月1日）中新川郡新川村新設のため
- 射水郡伏木町（1942年4月1日）高岡市に編入のため
- 射水郡能町村（1942年4月1日）高岡市に編入のため
- 射水郡守山村（1942年4月1日）高岡市に編入のため
- 射水郡野村（1942年4月1日）高岡市に編入のため
- 射水郡佐野村（1942年4月1日）高岡市に編入のため
- 射水郡二塚村（1942年4月1日）高岡市に編入のため
- 上新川郡堀川町（1942年5月20日）富山市に編入のため
- 上新川郡蜷川村（1942年5月20日）富山市に編入のため
- 上新川郡太田村（1942年5月20日）富山市に編入のため
- 上新川郡山室村（1942年5月20日）富山市に編入のため
- 婦負郡速星村（1942年6月1日）婦負郡婦中町新設のため
- 婦負郡鵜坂村（1942年6月1日）婦負郡婦中町新設のため
- 射水郡橋下条村（1942年6月8日）射水郡小杉町に編入のため
- 中新川郡五百石町（1942年6月8日）中新川郡雄山町新設のため
- 中新川郡高野村（1942年6月8日）中新川郡雄山町新設のため
- 中新川郡下段村（1942年6月8日）中新川郡雄山町新設のため
- 中新川郡大森村（1942年6月8日）中新川郡雄山町新設のため
- 婦負郡千里村（1942年6月20日）婦負郡神保村新設のため
- 婦負郡富川村（1942年6月20日）婦負郡神保村新設のため
- 射水郡新湊町（1942年10月2日）高岡市に編入のため
- 西礪波郡福田村（1949年1月1日）高岡市に編入のため

## 1950年～1959年
- 西礪波郡国吉村（1951年3月17日）高岡市に編入のため
- 東礪波郡南山見村（1951年4月1日）東礪波郡井波町に編入のため
- 射水郡牧野村（1951年4月4日）高岡市に編入のため
- 東礪波郡出町（1952年4月1日）東礪波郡砺波町新設のため
- 東礪波郡油田村（1952年4月1日）東礪波郡砺波町新設のため
- 東礪波郡中野村（1952年4月1日）東礪波郡砺波町新設のため
- 東礪波郡庄下村（1952年4月1日）東礪波郡砺波町新設のため
- 東礪波郡五鹿屋村（1952年4月1日）東礪波郡砺波町新設のため
- 東礪波郡林村（1952年4月1日）東礪波郡砺波町新設のため
- 下新川郡魚津町（1952年4月1日）魚津市新設のため
- 下新川郡上中島村（1952年4月1日）魚津市新設のため
- 下新川郡下中島村（1952年4月1日）魚津市新設のため
- 下新川郡松倉村（1952年4月1日）魚津市新設のため
- 下新川郡上野方村（1952年4月1日）魚津市新設のため
- 下新川郡下野方村（1952年4月1日）魚津市新設のため
- 下新川郡片貝谷村（1952年4月1日）魚津市新設のため
- 下新川郡加積村（1952年4月1日）魚津市新設のため
- 下新川郡道下村（1952年4月1日）魚津市新設のため
- 下新川郡経田村（1952年4月1日）魚津市新設のため
- 下新川郡天神村（1952年4月1日）魚津市新設のため
- 下新川郡西布施村（1952年4月1日）魚津市新設のため
- 西礪波郡旧・福光町（1952年5月1日）西礪波郡福光町新設のため
- 西礪波郡石黒村（1952年5月1日）西礪波郡福光町新設のため
- 西礪波郡西太美村（1952年5月1日）西礪波郡福光町新設のため
- 西礪波郡広瀬村（1952年5月1日）西礪波郡福光町新設のため
- 西礪波郡広瀬館村（1952年5月1日）西礪波郡福光町新設のため
- 西礪波郡太美山村（1952年5月1日）西礪波郡福光町新設のため
- 西礪波郡東太美村（1952年5月1日）西礪波郡福光町新設のため
- 西礪波郡吉江村（1952年5月1日）西礪波郡福光町新設のため
- 東礪波郡北山田村（1952年5月1日）西礪波郡福光町新設のため
- 東礪波郡山田村（1952年5月1日）西礪波郡福光町新設のため
- 東礪波郡旧・城端町（1952年5月1日）東礪波郡城端町新設のため
- 東礪波郡南山田村（1952年5月1日）東礪波郡城端町新設のため
- 東礪波郡大鋸屋村（1952年5月1日）東礪波郡城端町新設のため
- 東礪波郡北野村（1952年5月1日）東礪波郡城端町新設のため
- 東礪波郡蓑谷村（1952年5月1日）東礪波郡城端町新設のため
- 東礪波郡青島村（1952年6月1日）東礪波郡庄川町新設のため
- 東礪波郡東山見村（1952年6月1日）東礪波郡庄川町新設のため
- 東礪波郡雄神村（1952年6月1日）東礪波郡庄川町新設のため
- 東礪波郡種田村（1952年6月1日）東礪波郡庄川町新設のため
- 氷見郡碁石村（1952年8月1日）氷見郡氷見町（即日市制、氷見市）に編入のため
- 氷見郡八代村（1952年8月1日）氷見郡氷見町（即日市制、氷見市）に編入のため
- 氷見郡余川村（1952年8月1日）氷見郡氷見町（即日市制、氷見市）に編入のため
- 射水郡作道村（1953年4月1日）新湊市に編入のため
- 射水郡片口村（1953年4月1日）新湊市に編入のため
- 射水郡堀岡村（1953年4月1日）新湊市に編入のため
- 射水郡海老江村（1953年4月1日）新湊市に編入のため
- 射水郡七美村（1953年4月1日）新湊市に編入のため
- 射水郡本江村（1953年4月1日）新湊市に編入のため
- 下新川郡東布施村（1953年4月1日）下新川郡桜井町に編入のため
- 西礪波郡旧・石動町（1953年9月10日）西礪波郡石動町新設のため
- 西礪波郡宮島村（1953年9月10日）西礪波郡石動町新設のため
- 西礪波郡子撫村（1953年9月10日）西礪波郡石動町新設のため
- 西礪波郡南谷村（1953年9月10日）西礪波郡石動町新設のため
- 西礪波郡埴生村（1953年9月10日）西礪波郡石動町新設のため
- 西礪波郡正得村（1953年9月10日）西礪波郡石動町新設のため
- 西礪波郡松沢村（1953年9月10日）西礪波郡石動町新設のため
- 西礪波郡荒川村（1953年9月10日）西礪波郡石動町新設のため
- 中新川郡旧・上市町（1953年9月10日）中新川郡上市町新設のため
- 中新川郡柿沢村（1953年9月10日）中新川郡上市町新設のため
- 中新川郡大岩村（1953年9月10日）中新川郡上市町新設のため
- 中新川郡宮川村（1953年9月10日）中新川郡上市町新設のため
- 中新川郡南加積村（1953年9月10日）中新川郡上市町新設のため
- 中新川郡山加積村（1953年9月10日）中新川郡上市町新設のため
- 下新川郡旧・入善町（1953年10月1日）下新川郡入善町新設のため
- 下新川郡新屋村（1953年10月1日）下新川郡入善町新設のため
- 下新川郡小摺戸村（1953年10月1日）下新川郡入善町新設のため
- 下新川郡青木村（1953年10月1日）下新川郡入善町新設のため
- 下新川郡飯野村（1953年10月1日）下新川郡入善町新設のため
- 下新川郡上原村（1953年10月1日）下新川郡入善町新設のため
- 下新川郡横山村（1953年10月1日）下新川郡入善町新設のため
- 下新川郡椚山村（1953年10月1日）下新川郡入善町新設のため
- 氷見郡太田村（1953年10月5日）高岡市に編入のため
- 西礪波郡石堤村（1953年10月5日）高岡市に編入のため
- 西礪波郡東五位村（1953年10月5日）高岡市に編入のため
- 射水郡塚原村（1953年10月5日）新湊市に編入のため
- 氷見郡窪村（1953年11月1日）氷見市に編入のため
- 氷見郡宮田村（1953年11月1日）氷見市に編入のため
- 中新川郡旧・滑川町（1953年11月1日）中新川郡滑川町新設のため
- 中新川郡中加積村（1953年11月1日）中新川郡滑川町新設のため
- 中新川郡西加積村（1953年11月1日）中新川郡滑川町新設のため
- 中新川郡北加積村（1953年11月1日）中新川郡滑川町新設のため
- 中新川郡東加積村（1953年11月1日）中新川郡滑川町新設のため
- 中新川郡早月加積村（1953年11月1日）中新川郡滑川町新設のため
- 中新川郡浜加積村（1953年11月1日）中新川郡滑川町新設のため
- 射水郡金山村（1953年11月15日）射水郡小杉町に編入のため
- 氷見郡上庄村（1953年12月1日）氷見市に編入のため
- 氷見郡熊無村（1953年12月1日）氷見市に編入のため
- 射水郡大江村（1953年12月1日）射水郡小杉町に編入のため
- 婦負郡旧・八尾町（1953年12月1日）婦負郡八尾町新設のため
- 婦負郡杉原村（1953年12月1日）婦負郡八尾町新設のため
- 婦負郡保内村（1953年12月1日）婦負郡八尾町新設のため
- 婦負郡室牧村（1953年12月1日）婦負郡八尾町新設のため
- 婦負郡卯花村（1953年12月1日）婦負郡八尾町新設のため
- 婦負郡黒瀬谷村（1953年12月1日）分割し、婦負郡八尾町新設・上新川郡大沢野町に編入のため
- 中新川郡雄山町（1954年1月10日）中新川郡立山町新設のため
- 中新川郡立山村（1954年1月10日）中新川郡立山町新設のため
- 中新川郡利田村（1954年1月10日）中新川郡立山町新設のため
- 中新川郡釜ヶ淵村（1954年1月10日）中新川郡立山町新設のため
- 中新川郡上段村（1954年1月10日）中新川郡立山町新設のため
- 中新川郡東谷村（1954年1月10日）中新川郡立山町新設のため
- 西礪波郡旧・戸出町（1954年1月15日）西礪波郡戸出町新設のため
- 西礪波郡醍醐村（1954年1月15日）西礪波郡戸出町新設のため
- 西礪波郡是戸村（1954年1月15日）西礪波郡戸出町新設のため
- 東礪波郡北般若村（1954年1月15日）西礪波郡戸出町新設のため
- 東礪波郡南般若村（1954年1月15日）東礪波郡砺波町に編入のため
- 東礪波郡柳瀬村（1954年1月15日）東礪波郡砺波町に編入のため
- 東礪波郡太田村（1954年1月15日）東礪波郡砺波町に編入のため
- 東礪波郡東野尻村（1954年1月15日）東礪波郡砺波町に編入のため
- 西礪波郡高波村（1954年1月15日）東礪波郡砺波町に編入のため
- 射水郡旧・大門町（1954年3月1日）射水郡大門町新設のため
- 射水郡櫛田村（1954年3月1日）射水郡大門町新設のため
- 射水郡浅井村（1954年3月1日）射水郡大門町新設のため
- 射水郡水戸田村（1954年3月1日）射水郡大門町新設のため
- 射水郡二口村（1954年3月1日）射水郡大門町新設のため
- 射水郡老田村（1954年3月1日）婦負郡呉羽町新設のため
- 婦負郡呉羽村（1954年3月1日）婦負郡呉羽町新設のため
- 婦負郡長岡村（1954年3月1日）婦負郡呉羽町新設のため
- 婦負郡寒江村（1954年3月1日）婦負郡呉羽町新設のため
- 東礪波郡栴檀山村（1954年3月1日）東礪波郡砺波町に編入のため
- 東礪波郡栴檀野村（1954年3月1日）東礪波郡砺波町に編入のため
- 東礪波郡般若村（1954年3月1日）東礪波郡砺波町に編入のため
- 東礪波郡東般若村（1954年3月1日）東礪波郡砺波町に編入のため
- 射水郡黒河村（1954年3月27日）射水郡小杉町に編入のため
- 婦負郡四方町（1954年3月30日）婦負郡和合町新設のため
- 婦負郡倉垣村（1954年3月30日）婦負郡和合町新設のため
- 婦負郡八幡村（1954年3月30日）婦負郡和合町新設のため
- 氷見郡阿尾村（1954年4月1日）氷見市に編入のため
- 氷見郡宇波村（1954年4月1日）氷見市に編入のため
- 氷見郡久目村（1954年4月1日）氷見市に編入のため
- 氷見郡神代村（1954年4月1日）氷見市に編入のため
- 氷見郡十二町村（1954年4月1日）氷見市に編入のため
- 氷見郡速川村（1954年4月1日）氷見市に編入のため
- 氷見郡布勢村（1954年4月1日）氷見市に編入のため
- 氷見郡仏生寺村（1954年4月1日）氷見市に編入のため
- 氷見郡女良村（1954年4月1日）氷見市に編入のため
- 氷見郡藪田村（1954年4月1日）氷見市に編入のため
- 上新川郡旧・大沢野町（1954年4月1日）上新川郡大沢野町新設のため
- 上新川郡下タ村（1954年4月1日）上新川郡大沢野町新設のため
- 上新川郡船峅村（1954年4月1日）上新川郡大沢野町新設のため
- 西礪波郡小勢村（1954年4月1日）高岡市に編入のため
- 東礪波郡旧・井波町（1954年4月1日）東礪波郡井波町新設のため
- 東礪波郡山野村（1954年4月1日）東礪波郡井波町新設のため
- 東礪波郡旧・中田町（1954年4月1日）東礪波郡中田町新設のため
- 東礪波郡般若野村（1954年4月1日）東礪波郡中田町新設のため
- 下新川郡桜井町（1954年4月1日）黒部市新設のため
- 下新川郡生地町（1954年4月1日）黒部市新設のため
- 中新川郡旧・水橋町（1954年4月1日）中新川郡水橋町新設のため
- 中新川郡三郷村（1954年4月1日）中新川郡水橋町新設のため
- 中新川郡上條村（1954年4月1日）中新川郡水橋町新設のため
- 中新川郡相ノ木村（1954年4月1日）中新川郡上市町に編入のため
- 中新川郡白萩村（1954年5月10日）中新川郡上市町に編入のため
- 下新川郡東山村（1954年7月10日）下新川郡宇奈月町新設のため
- 下新川郡内山村（1954年7月10日）下新川郡宇奈月町新設のため
- 下新川郡愛本村（1954年7月10日）下新川郡宇奈月町新設のため
- 中新川郡新川村（1954年7月10日）中新川郡立山町に編入のため
- 西礪波郡津沢町（1954年7月20日）西礪波郡砺中町新設のため
- 西礪波郡藪波村（1954年7月20日）西礪波郡砺中町新設のため
- 西礪波郡水島村（1954年7月20日）西礪波郡砺中町新設のため
- 東礪波郡旧・福野町（1954年7月20日）東礪波郡福野町新設のため
- 西礪波郡東石黒村（1954年7月20日）東礪波郡福野町新設のため
- 下新川郡泊町（1954年8月1日）下新川郡朝日町新設のため
- 下新川郡五箇庄村（1954年8月1日）下新川郡朝日町新設のため
- 下新川郡宮崎村（1954年8月1日）下新川郡朝日町新設のため
- 下新川郡境村（1954年8月1日）下新川郡朝日町新設のため
- 下新川郡大家庄村（1954年8月1日）下新川郡朝日町新設のため
- 下新川郡山崎村（1954年8月1日）下新川郡朝日町新設のため
- 下新川郡南保村（1954年8月1日）下新川郡朝日町新設のため
- 西礪波郡旧・福岡町（1954年8月1日）西礪波郡福岡町新設のため
- 西礪波郡西五位村（1954年8月1日）西礪波郡福岡町新設のため
- 西礪波郡五位山村（1954年8月1日）西礪波郡福岡町新設のため
- 西礪波郡赤丸村（1954年9月15日）西礪波郡福岡町に編入のため
- 西礪波郡北蟹谷村（1954年10月1日）西礪波郡石動町に編入のため
- 西礪波郡旧・砺中町（1954年11月18日）西礪波郡砺中町新設のため
- 西礪波郡東蟹谷村（1954年11月18日）西礪波郡砺中町新設のため
- 下新川郡野中村（1954年11月20日）下新川郡朝日町に編入のため
- 上新川郡大久保町（1954年12月10日）上新川郡大沢野町に編入のため
- 上新川郡上滝町（1955年1月1日）上新川郡大山町新設のため
- 上新川郡大庄村（1955年1月1日）上新川郡大山町新設のため
- 上新川郡大山村（1955年1月1日）上新川郡大山町新設のため
- 上新川郡福沢村（1955年1月1日）上新川郡大山町新設のため
- 婦負郡旧・婦中町（1955年1月1日）婦負郡婦中町新設のため
- 婦負郡朝日村（1955年1月1日）婦負郡婦中町新設のため
- 婦負郡熊野村（1955年1月1日）婦負郡婦中町新設のため
- 婦負郡宮川村（1955年1月1日）婦負郡婦中町新設のため
- 東礪波郡鷹栖村（1955年1月10日）砺波市に編入のため
- 上新川郡新保村（1955年4月1日）上新川郡富南村新設のため
- 上新川郡熊野村（1955年4月1日）上新川郡富南村新設のため
- 上新川郡月岡村（1955年4月1日）上新川郡富南村新設のため
- 西礪波郡南蟹谷村（1955年4月1日）西礪波郡福光町に編入のため
- 西礪波郡立野村（1955年4月1日）高岡市に編入のため
- 西礪波郡西野尻村（1957年8月1日）西礪波郡砺中町と西礪波郡福光町と東礪波郡福野町に分割編入のため
- 西礪波郡若林村（1957年9月30日）砺波市と西礪波郡石動町に分割編入のため
- 婦負郡旧・八尾町（1957年11月1日）婦負郡八尾町新設のため
- 婦負郡大長谷村（1957年11月1日）婦負郡八尾町新設のため
- 婦負郡仁歩村（1957年11月1日）婦負郡八尾町新設のため
- 婦負郡野積村（1957年11月1日）婦負郡八尾町新設のため
- 婦負郡神保村（1959年1月1日）婦負郡婦中町に編入のため
- 婦負郡古里村（1959年1月1日）婦負郡婦中町に編入のため
- 婦負郡音川村（1959年1月1日）婦負郡婦中町に編入のため
- 婦負郡池多村（1959年1月1日）婦負郡呉羽町と射水郡小杉町に分割編入のため
- 東礪波郡高瀬村（1959年1月1日）東礪波郡井波町と東礪波郡福野町に分割編入のため
- 下新川郡舟見町（1959年1月1日）下新川郡入善町に編入のため

## 1960年～1969年
- 上新川郡富南村（1960年10月1日）富山市に編入のため
- 婦負郡和合町（1960年10月1日）富山市に編入のため
- 西礪波郡石動町（1962年8月1日）小矢部市新設のため
- 西礪波郡砺中町（1962年8月1日）小矢部市新設のため
- 婦負郡呉羽町（1965年4月1日）富山市に編入のため
- 西礪波郡戸出町（1966年2月10日）高岡市に編入のため
- 東礪波郡中田町（1966年2月10日）高岡市に編入のため
- 中新川郡水橋町（1966年5月1日）富山市に編入のため

## 1970年～1999年
- 1970年～1999年に富山県で廃止市町村はなし

## 2000年～
- 西礪波郡福光町（2004年11月1日）南砺市新設のため
- 東礪波郡井波町（2004年11月1日）南砺市新設のため
- 東礪波郡福野町（2004年11月1日）南砺市新設のため
- 東礪波郡城端町（2004年11月1日）南砺市新設のため
- 東礪波郡平村（2004年11月1日）南砺市新設のため
- 東礪波郡上平村（2004年11月1日）南砺市新設のため
- 東礪波郡利賀村（2004年11月1日）南砺市新設のため
- 東礪波郡井口村（2004年11月1日）南砺市新設のため
- 旧・砺波市（2004年11月1日）砺波市新設のため
- 東礪波郡庄川町（2004年11月1日）砺波市新設のため
- 旧・富山市（2005年4月1日）富山市新設のため
- 上新川郡大山町（2005年4月1日）富山市新設のため
- 上新川郡大沢野町（2005年4月1日）富山市新設のため
- 婦負郡婦中町（2005年4月1日）富山市新設のため
- 婦負郡八尾町（2005年4月1日）富山市新設のため
- 婦負郡山田村（2005年4月1日）富山市新設のため
- 婦負郡細入村（2005年4月1日）富山市新設のため
- 新湊市（2005年11月1日）射水市新設のため
- 射水郡小杉町（2005年11月1日）射水市新設のため
- 射水郡大門町（2005年11月1日）射水市新設のため
- 射水郡大島町（2005年11月1日）射水市新設のため
- 射水郡下村（2005年11月1日）射水市新設のため
- 旧・高岡市（2005年11月1日）高岡市新設のため
- 西礪波郡福岡町（2005年11月1日）高岡市新設のため
- 旧・黒部市（2006年3月31日）黒部市新設のため
- 下新川郡宇奈月町（2006年3月31日）黒部市新設のため